# Incident du golfe d'Oman (novembre 2021)
 (décembre 2021).
Pour les articles homonymes, voir Incident du golfe d'Oman.
L'incident du golfe d'Oman de novembre 2021 est survenu le 3 novembre 2021 lorsque les gardiens de la révolution iraniens ont affirmé avoir contrecarré l'opération de la marine américaine visant à arrêter le pétrole iranien dans le golfe d'Oman. Cette affirmation a plus tard été rejetée par le Pentagone. Des responsables américains ont déclaré: ils avaient surveillé la situation avec deux navires de la marine, soutenus par un soutien aérien.

## Contexte
Les exportations de pétrole brut de l'Iran ont fait l'objet de sanctions réimposées par les États-Unis après que Donald Trump s'est retiré du JCPOA. Les exportations de l'Iran ont fortement augmenté, selon les données, après les élections aux États-Unis.
Le 14 août 2020, les États-Unis ont saisi quatre cargaisons de carburant iranien à destination du Venezuela. Les envois confisqués étaient à destination de Houston, au Texas. Washington l'a décrit comme une action contre le mépris des sanctions américaines. Selon le rapport du Wall Street Journal, les États-Unis ont forcé les armateurs grecs à remettre le carburant iranien au gouvernement américain en menaçant de sanctions. Des sources légales avaient précédemment déclaré à Reuters que les envois ne pouvaient pas être confisqués tant qu'ils ne se trouvaient pas dans les eaux territoriales américaines.
Hojat Soltani, l'ambassadeur d'Iran au Venezuela, a qualifié cela de gros mensonge et a écrit sur Twitter : « Ni les navires ne sont iraniens, ni leurs propriétaires ni leur cargaison n'ont de lien avec l'Iran ».

## Incident
Le 3 novembre 2021, les gardiens de la révolution iraniens ont affirmé avoir contrecarré l'opération de la marine américaine visant à arrêter le pétrole iranien dans le golfe d'Oman. Selon les médias iraniens, le 25 octobre, la marine américaine a arrêté un pétrolier iranien dans le golfe d'Oman et a transporté son pétrole vers un autre pétrolier puis l'a dirigé vers une « destination inconnue, ». Dans les détails de l'incident rapporté, les médias iraniens ont déclaré : La marine des pasdarans a mené une opération héliportée sur le pont du deuxième pétrolier, ils ont pris le contrôle du navire et l'ont dirigé vers les eaux territoriales de l'Iran. Ensuite, la marine américaine a envoyé des hélicoptères et des navires de guerre pour poursuivre le pétrolier, mais ils ont échoué.
Le Pentagone a réfuté les affirmations des pasdarans et ils ont qualifié cela de fausse affirmation. Les responsables américains ont déclaré : ils voulaient seulement surveiller la situation et n'ont pas tenté d'arrêter le navire après qu'un pétrolier battant pavillon vietnamien a été confisqué le mois dernier par l'Iran. Ils ont affirmé : « La seule saisie qui a été faite a été par l'Iran ».
L'ambassade du Vietnam à Washington a démenti tout commentaire.
Le 4 octobre 2021, selon des informations, le pétrolier iranien est arrivé à Bandar Abbas.

## Réactions

### Iran
Hossein Salami, chef des pasdarans, a déclaré : cet événement est {{citatino[une humiliation pour un empire sur le déclin}}.
L'amiral Alireza Tangsiri (en), chef de la marine des pasdarans, a déclaré que les affirmations des responsables américains sont incorrectes et a déclaré : étant donné que la distance des navires américains était inférieure à 30 mètres des navires et des forces iraniennes, s'ils voulaient simplement surveiller la situation, ils pourraient le faire à distance ou utiliser des avions et des drones. En outre, il a affirmé que sur la base de leurs évaluations antérieures, les États-Unis étaient « préparés pour une grande opération ».

### États-Unis
John Kirby, porte-parole du Pentagone, a qualifié cette affirmation de fausse. Il a déclaré : « La seule saisie qui a été effectuée a été effectuée par l'Iran. »